# Tôma Tông đồ

"Tô-ma đa nghi", tranh vẽ của Caravaggio, thế kỷ 17

Thánh Tô-ma Tông đồ (tiếng Anh: Thomas the Apostle, tiếng Hebrew Kinh Thánh: תוּמָא הקדוש; tiếng Hy Lạp cổ: Θωμᾶς; tiếng Copt: ⲑⲱⲙⲁⲥ; tiếng Syriac cổ điển: ܬܐܘܡܐ ܫܠܝܚܐ Ṯaumā s̲h̲liḥā (Thoma Sheliha)), còn có tên gọi là Giu-đa Tô-ma, Tô-ma Đa nghi hay là Đi-đi-mô, là một trong muời hai Tông đồ của Giê-su.
Tên Tô-ma có nguồn gốc từ Tiếng Aramaic ta'am, có nghĩa là cùng cặp hay là sinh đôi. Đây là lý do tại sao Tô-ma được đề cập đến trong Kinh Thánh như là Didymus (tiếng Latinh) hay là Didymos (tiếng Hy Lạp: didymos, δίδυμος), tiếng Việt thường phiên âm là Đi-đim hay là Đi-đi-mô. Trong truyền thuyết của Syria, ông xuất hiện như là Giu-đa Tô-ma (Judas Thomas), vì Tô-ma được hiểu chỉ là tên phụ thêm.
Giáo hội Công giáo Rôma làm lễ kỷ niệm ông vào ngày 3 tháng 7 hằng năm. Trong lịch Công giáo truyền thống, ngày lễ này diễn ra vào 21 tháng 12 nhưng sau này đã được dời về ngày như hiện tại để thay cho lễ Thánh Peter Canisius, người mất ngày 21 tháng 12.

## Trong Kinh Thánh
Tô-ma chỉ xuất hiện trong một vài đoạn Phúc Âm Gioan. Đoạn 11:16, khi Lazarus vừa chết, các môn đệ muốn Giê-su chữa cho Lazarus thì Tô-ma mạnh dạn nói: "Cả chúng ta nữa, chúng ta cũng đi để cùng chết với Thầy!"
Ông cũng nói tại Bữa ăn tối cuối cùng: "Thưa Thầy, chúng con không biết Thầy đi đâu, làm sao chúng con biết được đường?" (John 14:5). Giê-su đáp: "Chính Thầy là con đường, là sự thật và là sự sống. Không ai đến với Chúa Cha mà không qua Thầy. Nếu anh em biết Thầy, anh em cũng biết Cha Thầy. Ngay từ bây giờ, anh em biết Người và đã thấy Người."
Ông có lẽ được biết đến nhiều với sự kiện được ghi trong Tân Ước là: các tông đồ khác kể lại cho ông là đã nhìn thấy Giê-su hiện ra với họ sau khi chịu chết nhưng ông không tin và đòi được tận mắt nhìn sự việc thì mới tin. Ngày khác, khi Giê-su lại hiện ra với các tông đồ, cũng có mặt Tô-ma, và Giê-su nói: "Hãy đặt ngón tay con vào đây và hãy nhìn kỹ bàn tay ta. Hãy đến đặt bàn tay con vào cạnh sườn ta. Đừng ngờ vực nữa mà hãy tin!" thì ông đã tin và thốt lên câu nói nổi tiếng: "Lạy Chúa của con, lạy Thiên Chúa của con!" (Phúc âm John 20:28). Lúc này, Chúa Giê-su nói với ông Tôma: "Tôma, vì con đã xem thấy Thầy, nên con đã tin. Phúc cho những ai không thấy mà tin."

## Di sản
Theo truyền thuyết, ông được cho là đã đi du lịch bên ngoài Đế quốc La Mã để rao giảng Tin Mừng, đi du lịch xa như Iran, Iraq và Ấn Độ. Theo truyền thuyết, Tôma Tông Đồ đã đến Muziris, Ấn Độ vào năm 52 và đã làm lễ rửa tội cho một số người dân, thành lập những gì ngày nay được biết đến như cộng đồng Kitô hữu Thánh Tôma hoặc còn gọi là Nasranis tại Ấn Độ. Ngoài Vương cung thánh đường Thánh Tôma tại Chennai, còn rất nhiều địa điểm hành hương và đền thờ mang tên ông và có liên quan đến công cuộc truyền giáo của ông. Ông thường được coi là Thánh bảo trợ của Ấn Độ.

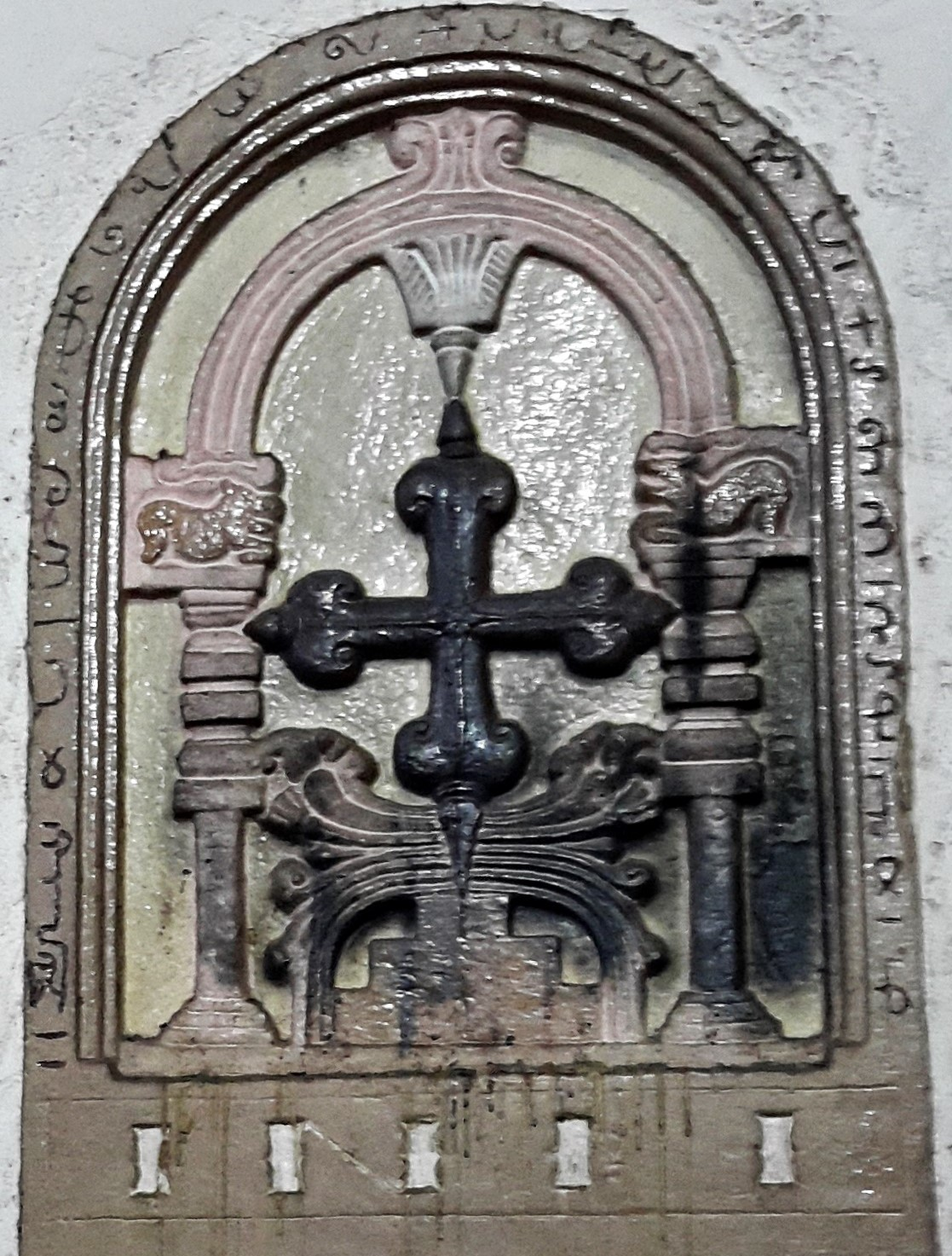
Thập tự Tôma

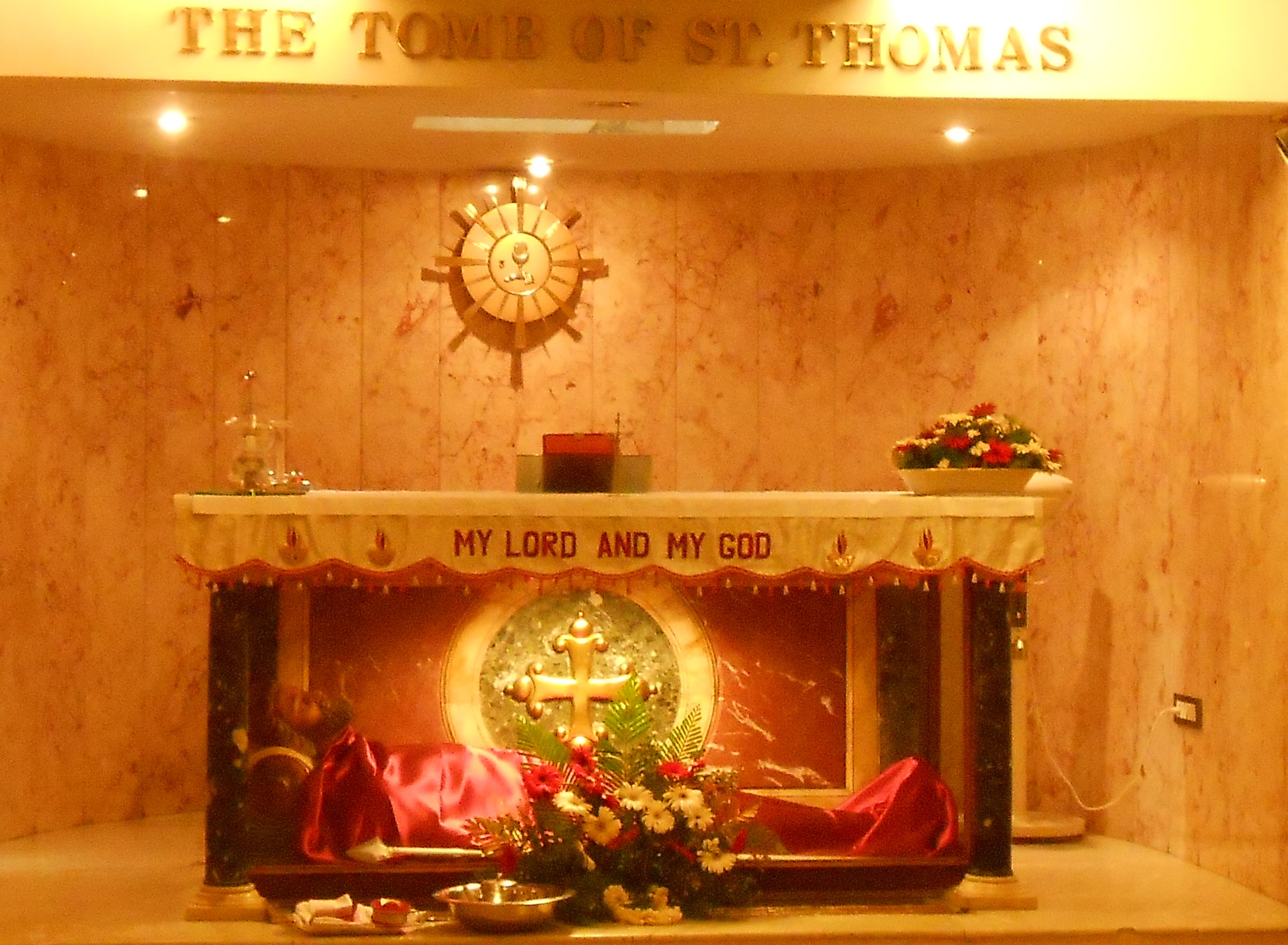
Mộ của Thánh Tôma tại Vương cung thánh đường Thánh Tôma, Chennai, Ấn Độ

Ông được cho là tử đạo tại Mylapore, một quận của Chennai (Madras) vào khoảng năm 72, nơi đây hiện có một vương cung thánh đường mang tên ông. Một số học giả nghiên cứu về thời kỳ giáo phụ tiên khởi cho là Thánh Thomas tử đạo, ở phía đông của Ba Tư (Iran) hoặc ở Bắc Ấn Độ, bởi những vết thương
đâm vào cơ thể của bốn ngọn giáo của những binh sĩ địa phương. Một số học giả hiện đại như Glenn W Most trích dẫn sách của nhóm Ngộ giáo cho biết Thánh Tô-ma đã chết một cái chết tự nhiên ở Edessa (nay là Şanlıurfa, thuộc Thổ Nhĩ Kỳ).
Di hài được cho là của Thánh Tôma Tông Đồ đã được cất giữ ở Lưỡng Hà vào thế kỷ thứ 3, và sau đó chuyển đến những nơi khác nhau. Năm 1258, di hài đã được đưa đến Abruzzo, Ý, và được cất giữ tại Nhà thờ Thánh Tôma Tông Đồ tại đó. Tuy nhiên, tại Chennai, mộ cũ của ông vẫn được giữ nguyên.
Trong một tác phẩm thế kỷ 16, Jornada, Antonio Gouvea viết về một cây thập tự trang trí công phu được gọi là Thập tự Tôma (Saint Thomas Crosses). Thập tự này cũng được biết đến như là Nasrani Menorah, hoặc Marthoma Sliba. Thập tự này có niên đại từ thế kỷ thứ 6 và được tìm thấy trong một số nhà thờ ở Kerala, Mylapore và Goa.
Trong một số truyền thuyết, mà chủ yếu được bày tỏ và sử dụng trong Ngộ giáo và Mani giáo, Thomas được coi là em trai song sinh của Chúa Giêsu. Có xuất hiện Phúc Âm của Thomas và Hồ sơ Thomas (còn gọi là sách Tông đồ Tôma về công việc truyền giáo của ông tại Syria và Ấn Độ) nhưng được xem là tác phẩm gán ghép và biến chế ngụy tạo..